# Tereszky (obwód chmielnicki)
Tereszky (ukr. Терешки; pol. Tereszki) – wieś na Ukrainie w rejonie krasiłowskim obwodu chmielnickiego.

## Historia
Należały do ordynacji Ostrogskich. W 1753 ordynat Janusz Sanguszko przekazał je Michałowi Grocholskiemu, sędziemu bracławskiemu.
W 1788 wieś odwiedził król Stanisław August Poniatowski.
Miejsce śmierci Franciszka Ksawerego Grocholskiego.

## Zabytki
- parterowy dwór  wybudowany w drugiej połowie XVIII w. w stylu klasycystycznym z portykiem z sześciu kolumn podtrzymującym trójkątny fronton. Dwór nakryty dachem mansardowym[3]. Podczas chaosu przełomu lat 1918/19 dwór ochraniany był przez 2 pułk strzelców, dowodzony przez Feliksa Jaworskiego. Jego zagłada, 19 stycznia 1918 roku,  została opisana w Pożodze Zofii Kossak.